# Taperinha bifurcata
Taperinha bifurcata är en insektsart som beskrevs av Rauno E. Linnavuori 1959. Taperinha bifurcata ingår i släktet Taperinha och familjen dvärgstritar. Inga underarter finns listade i Catalogue of Life.